# 道の駅平泉
道の駅平泉（みちのえき ひらいずみ）は、岩手県西磐井郡平泉町にある国道4号に、2017年（平成29年）4月27日にオープンした道の駅。
愛称は黄金花咲く理想郷（くがねはなさくりそうきょう）。公募した中から産金地としての東北を連想させ、世界遺産に登録された平泉の理念である「生きとし生けるものすべての平等と共生」を意味する「理想郷」が道の駅平泉をより強くアピールすることができるとして選ばれた。
休憩・情報交流・地域連携の機能をもつ、道の駅施設ゾーンと平安時代末期の遺跡、柳之御所遺跡（やなぎのごしょいせき）の資料館としての機能をもつ、ガイダンス施設ゾーンの二つからなり、柳之御所拝殿にあったとされる奥州藤原氏の政庁を模した入母屋造風の外観を採用した。非常用発電機、災害用トイレ、受水槽、備蓄倉庫などを備え、災害時には防災拠点として機能する。

## 施設

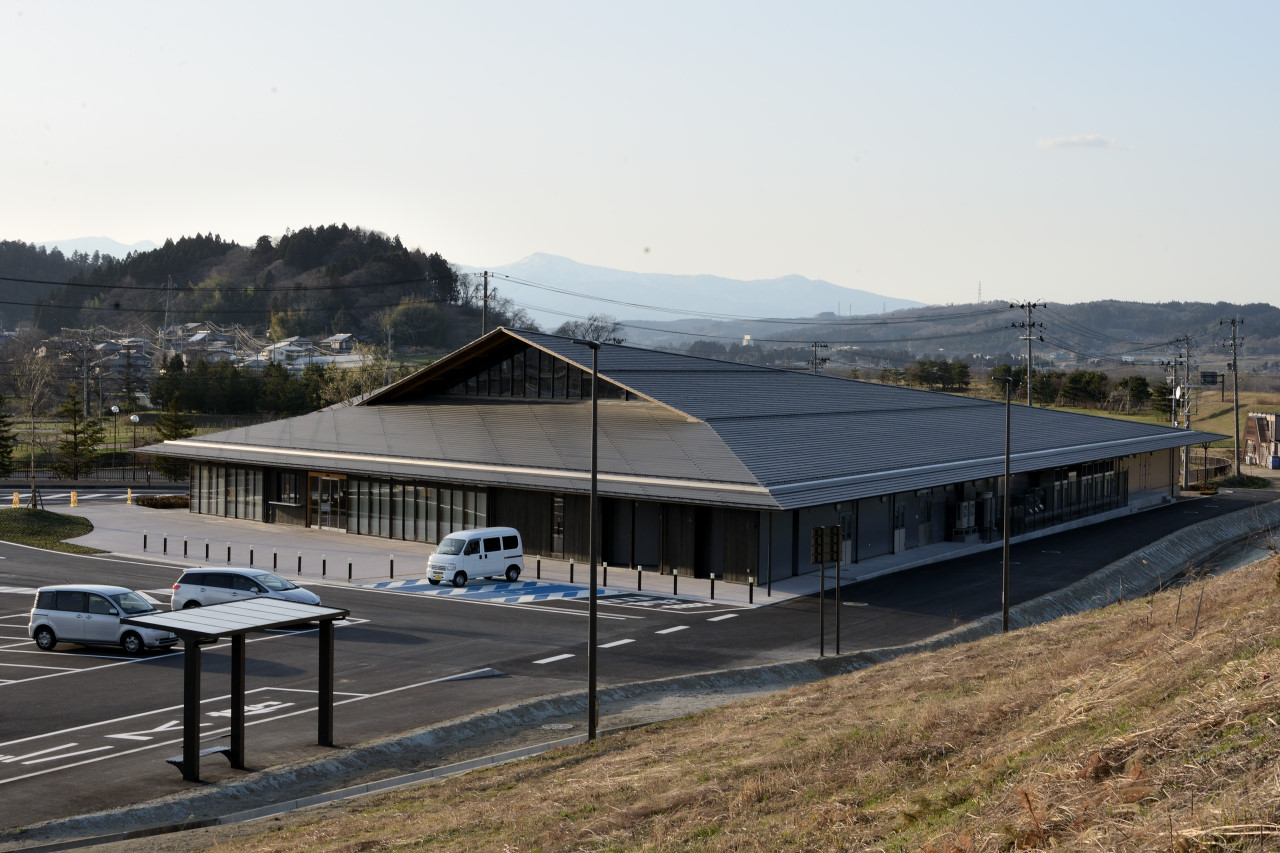
国道4号線平泉バイパス 柳之御所交差点から撮影（2017年4月）

- 駐車場
  - 普通車：102台[10]
  - 大型車：22台
  - 身障者用：2台
- トイレ:　38器
- 農産物直売所
- レストラン
- 休憩コーナー
- 情報提供施設
- 柳之御所資料館[11]
- 電気自動車用充電器[12]

### 管理団体
- 株式会社浄土の郷平泉[13][14]

## アクセス
- 国道4号（平泉バイパス）
- 岩手県道206号相川平泉線
  - 2017年4月28日より岩手県交通の路線バスが乗り入れを開始した[15]。また、2018年5月11日より岩手県北バスの高速バス（仙台空港 - 松島 - 平泉 - 花巻空港線）も乗り入れを開始した。

## 周辺
- 柳之御所遺跡
- JR平泉駅
- 平泉町役場